# Hasselblad

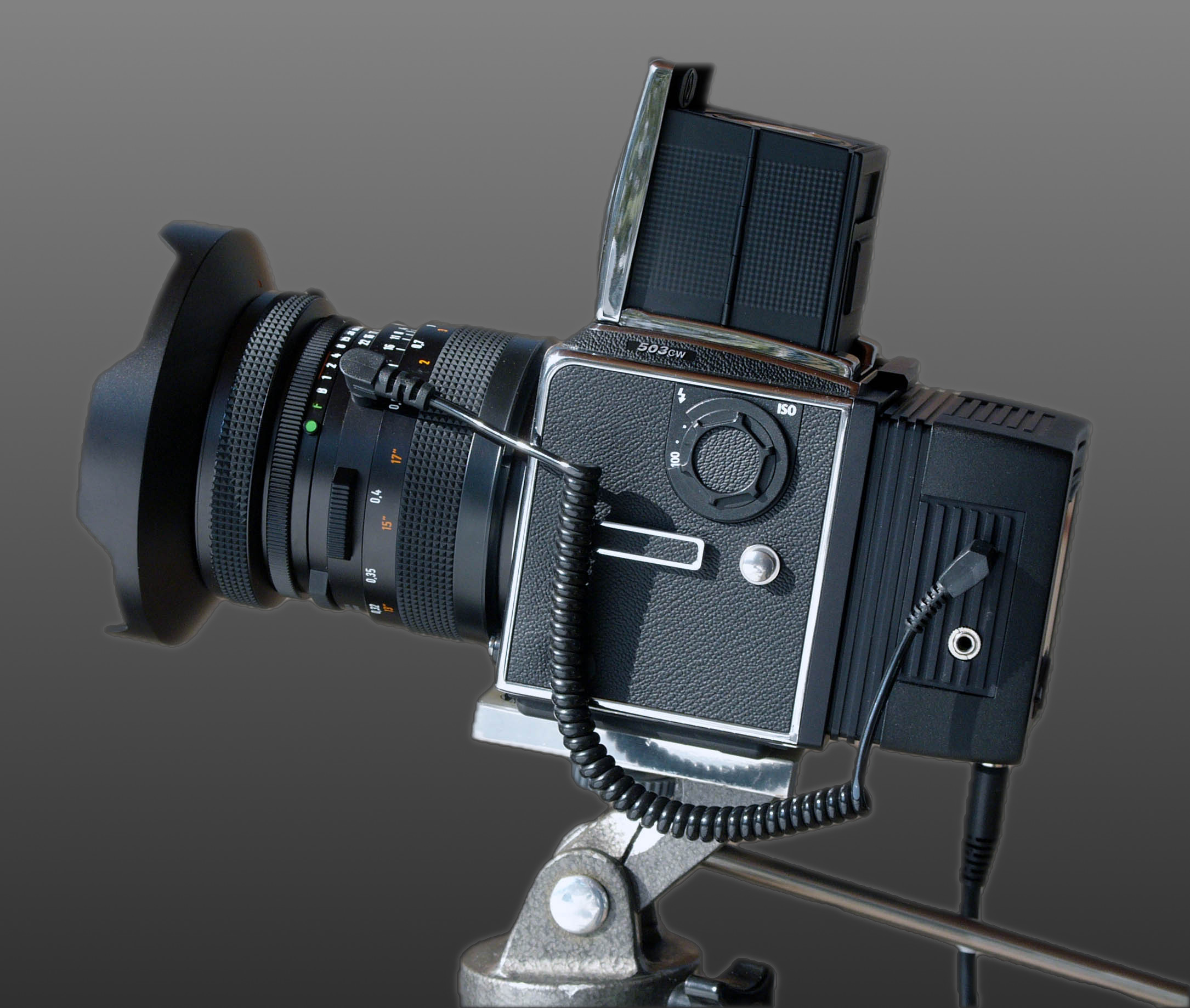
Hasselblad 503CW, Zeiss Distagon 3,5/30, Ixpress V96C

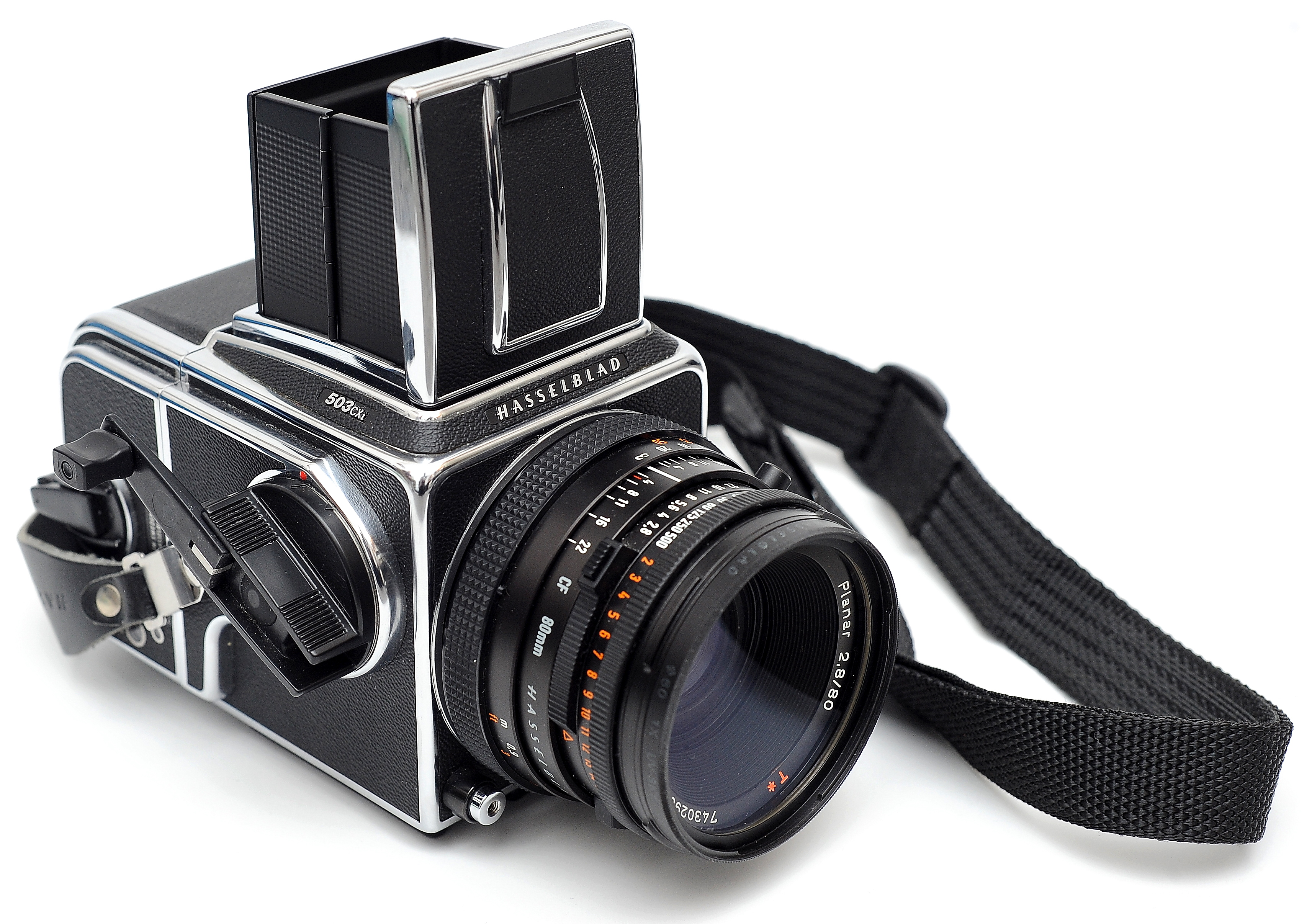
Hasselblad 503CXi

Victor Hasselblad AB – szwedzki koncern fotograficzny. Przedsiębiorstwo powstało z wyodrębnienia w 1908 roku samodzielnej jednostki z rodzinnego przedsiębiorstwa F.W. Hasselblad & Co.

## Historia
Na początku swojej działalności koncentrował się na handlu importowanymi ze Stanów Zjednoczonych aparatami fotograficznymi marki Kodak. Motorem napędowym koncernu fotograficznego był spadkobierca fortuny Fritz Victor Hasselblad (1906–1978), który lata młodości spędził na przemierzaniu świata, zatrudniając się w różnych przedsiębiorstwach z branży fotograficznej. W tym czasie powstały jego notatki oraz szkice, mające na celu zbudowanie jak najlepszego aparatu fotograficznego.
Po powrocie z wojaży, Fritz Victor Hasselblad otworzył sklep fotograficzny w centrum Göteborga. Po wybuchu II wojny światowej w 1940 roku szwedzki rząd zwrócił się do słynnego wówczas specjalisty mechaniki fotograficznej z pytaniem o możliwość skopiowania niemieckiego aparatu. W odpowiedzi Hasselblad zaproponował stworzenie własnej konstrukcji.
W 2004 roku przedsiębiorstwo Hasselblad połączyło się z Imaconem, duńskim producentem skanerów i modułów cyfrowych (tylne ściany aparatu, ang. digital back) do aparatów średnio- i wielkoformatowych.
W 2015 roku Hasselblad połączył się z chińskim przedsiębiorstwem DJI, po wcześniejszym wykupieniu większości akcji szwedzkiej marki.

### Chronologia
- 1841: w Göteborgu, portowym mieście Szwecji, założona została rodzinna handlowa działalność gospodarcza F.W. Hasselblad & Co.
- 1888: Arvid Viktor Hasselblad zafascynowany fotografią rozpoczął import aparatów fotograficznych; kontrahentem był poznany podczas miesiąca miodowego, który Arvid spędził w Anglii, amerykański przedsiębiorca George Eastman, późniejszy założyciel Kodak Company
- 1906: w Göteborgu urodził się Fritz Victor Hasselblad; jego ojciec Karl Erik Hasselblad już przy narodzinach syna zaplanował ukierunkowanie go na fotografię
- 1908: z rodzinnej spółki został wyodrębniony dział fotograficzny – Hasselblad Fotografiska AB
- 1924: ojciec Victora Hasselblada podjął decyzję o wysłaniu 18-letniego syna do Drezna w Niemczech, gdzie miał on opanować konstrukcję oraz techniki budowy aparatu fotograficznego oraz poznać tajniki optyki
- 1969: aparaty Hasselblad dostarczyły pierwszych zdjęć z Księżyca w ramach programu Apollo